# 谷里街道
谷里街道，是中华人民共和国江苏省南京市江宁区下辖的一个乡镇级行政单位。

## 行政区划
谷里街道下辖以下地区：
谷里社区、张溪社区、公塘社区、向阳社区、箭塘社区、周村社区、童前社区、东善桥社区、祖堂社区、吉山社区、霞辉庙社区居委、元山社区、胜家桥社区、柏树村、双塘村、亲见村、荆刘村和石坝村。